# 菲利普·夏普
菲利普·阿伦·夏普（英語：Phillip Allen Sharp，1944年6月6日—），美國遺傳學家與分子生物學家，曾經因為發現斷裂基因而獲得諾貝爾生理學或醫學獎。

## 外部連結
- Autobiography （页面存档备份，存于） at the Nobel site